# Bertangles
Bertangles é uma comuna francesa na região administrativa de Altos da França, no departamento de Somme. Estende-se por uma área de 8,57 km². Em 2010 a comuna tinha 662 habitantes (densidade: 77,2 hab./km²).